# ゲノ・ペトリアシヴィリ
ゲノ・ペトリアシヴィリ（グルジア語: გენო პეტრიაშვილი、グルジア語ラテン翻字: Geno Petriashvili、1994年4月1日 – ）は、ジョージアの重量級フリースタイル・レスリング選手。2016年レスリングヨーロッパ選手権男子フリースタイル125kg級で金メダルを獲得した。
1994年にジョージアのシダ・カルトリ州ゴリで誕生。2013年にレスリングヨーロッパ選手権とレスリング世界選手権で銅メダルを獲得。2015年にレスリングヨーロッパ選手権とヨーロッパ競技大会で銅メダルを獲得。2016年にレスリングヨーロッパ選手権で金メダルを獲得、夏季オリンピックで銅メダルを獲得した。
彼は2014年に興奮剤の陽性反応で6か月間の試合停止処分を受けた。幼少時代に誘拐事件に遭って以降、定期的に処方を受けていた循環器系医薬品「Preductal」の主成分トリメタジジンが2014年から禁止リストに追加されていたためであった。